# GNU Savannah

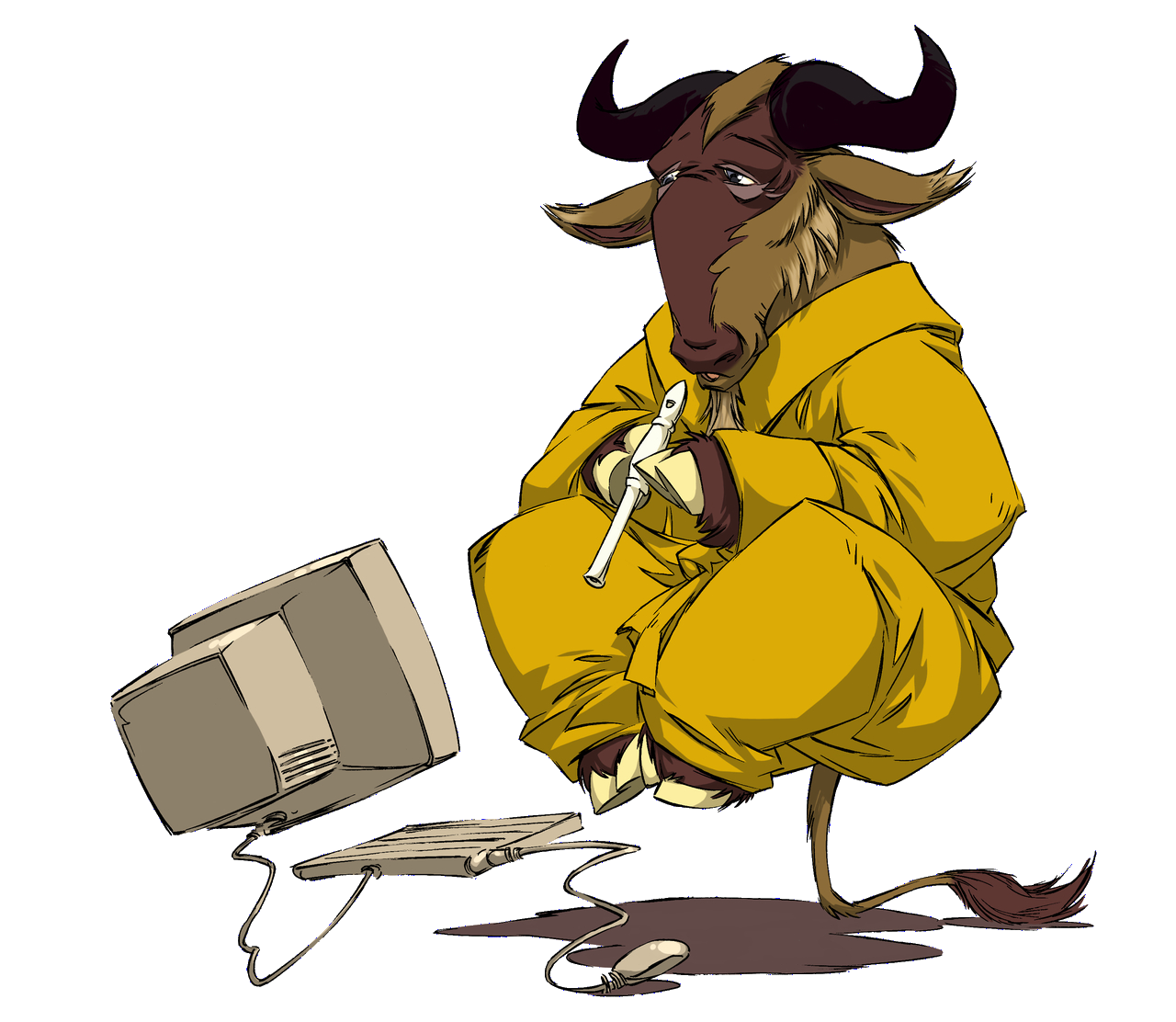
El ñú meditando con flauta de Savannah

GNU Savannah es un proyecto de la Free Software Foundation, que consiste en un sistema de gestión de proyectos de software libre, también llamado forja. Savannah ofrece servicios de CVS, GNU arch, Subversion, Git, Mercurial, Bazaar, listas de correo, hospedaje web, hospedaje de archivos y seguimiento de bugs. Savannah ejecuta Savane, que está basado en el mismo software que utiliza el portal SourceForge.
El sitio web de Savannah está dividido en dos dominios: savannah.gnu.org para software oficial del proyecto GNU, y savannah.nongnu.org para todo software libre no perteneciente al proyecto.
A diferencia de SourceForge, Savannah se centra en el alojamiento de proyectos de software totalmente libre, es decir, libre de componentes no libres, como Flash; y para ello se 
muestra muy estricto en sus políticas de publicación, de manera que se asegure de que solo es alojado software libre. Al momento de registrar un proyecto, los colaboradores de este han de especificar qué licencia de software libre usa.
En 2004, hubo una controversia acerca de la migración del proyecto GNU Savannah de software Savannah (ahora Savane) a GForge, debido a desacuerdos entre los propios colaboradores en relación con la falta de seguridad y de mantenibilidad del código.[cita requerida]

## Savane
Savane es un sistema libre de alojamiento basado en web, más conocido como el alojamiento software para los sitios web del proyecto GNU Savannah.
El proyecto GNU Savannah comenzó usando SourceForge hasta que su código fue cerrado por la propia VA Software, fue entonces cuando la Free Software Foundation se hizo cargo de su mantenimiento.
Esta ruptura y su resultado fue bautizado como Savannah, para más tarde rebautizarse como Savane, la palabra francesa para «sabana», para distinguir el propio software de los sitios web, tales como el proyecto GNU Savannah, que usa este software.